# Lüsingu
Lüsingu este o arie protejată (arie specială de conservare — SAC, sit de importanță comunitară — SCI) din Estonia întinsă pe o suprafață de 108,4 ha, integral pe uscat.

## Localizare
Centrul sitului Lüsingu este situat la coordonatele 59°09′52″N 25°53′39″E / 59.1645°N 25.8941°E.

## Înființare
Situl Lüsingu a fost declarat sit de importanță comunitară în aprilie 2004 pentru a proteja un număr necunoscut de specii din flora spontană și fauna sălbatică aflate în arealul zonei. Situl a fost protejat și ca arie specială de conservare în octombrie 2006.

## Biodiversitate
Situată în ecoregiunea boreală, aria protejată conține 6 habitate naturale: Ape puternic oligomezotrofe cu vegetație bentonică cu Chara spp., Liziere de ierburi înalte hidrofile de câmpie și de nivel montan până la alpin, Izvoare fino-scandinave și mlaștini produse de izvoare bogate în minerale, Taiga vestică, Păduri fino-scandinave bogate în ierburi cu Picea abies, Pășuni din zone de pădure fino-scandinave.
La baza desemnării sitului se află un număr nedeclarat de specii protejate.